# Toni Rios
Toni Rios mit bürgerlichem Namen Jose Antonio Rios Ferro (* 13. Oktober 1971 in Wetzlar) ist ein deutscher Techno- und House-DJ.

## Leben
Der als Sohn spanischer Eltern in Wetzlar geborene Toni Rios zählt zu den bekanntesten DJs der Frankfurter Techno-Szene. Am Anfang seiner Karriere standen Auftritte im Club Omen in Frankfurt am Main, wo er neben Sven Väth und DJ Dag auflegte. Ab 1992 war er auch international tätig, zunächst mit diversen Auftritten in Florida. Bald folgten die Arbeit beim Label Eye Q Records und erste eigene Veröffentlichungen. Im Jahr 2001 gründete er sein Label Danza Electronica. Neben mehreren Maxis hat er bislang zwei Alben veröffentlicht. Zusammen mit dem DJ Frank Lorber tritt er unter dem Pseudonym Lobby Lobster & Tony Montana auf.
Bis 2012 war er Resident-DJ in den Frankfurter Clubs Cocoon Club und U60311. Festivalauftritte hatte er unter anderem bei Tomorrowland, SMS, Time Warp, Nature One und I Love Techno.

## Diskographie (Auszug)

### Alben
- 2000: Danza Electrònica (Federation Of Drums)
- 2003: Kiss (Danza Electrònica)
- 2009: Past & Present (Soap Records)

### Singles & EPs
- 1996: Part One (Jerk Records)
- 1996: Part Two (Jerk Records)
- 1998: Defence / Performance Fluid (mit Frank Lorber; Delirium Red)
- 1998: Santanico / Pandemonium (mit Frank Lorber; Delirium Red)
- 1999: Bad Temper (Contact)
- 2000: Similar Motion (Contact)
- 2000: Industrial Copera (Federation Of Drums)
- 2001: Pedir A Gritos (Danza Electrònica)
- 2001: Ritmo Total Remix (Danza Electrònica)
- 2001: Time Splitter EP (mit Frank Lorber / W. J. Henze; Delirium Red)
- 2002: Kiss (Danza Electrònica)
- 2002: Encuentro Sexual / Un Huevo (Danza Electrònica)
- 2002: Sueño / Danza Electronica (Remixes) (Danza Electrònica)
- 2003: Danza 8.5 (mit Selway / Henze; Danza Electrònica)
- 2003: Guadalupe / Esperando (Danza 500)
- 2004: Squeak & Squawk (Danza Electrònica)
- 2006: Duende (mit Martin Eyerer; Kling Klong)
- 2007: Speicher 51 (Kompakt Extra)
- 2007: Chorizo / Liberacion (mit Martin Eyerer; Kickboxer)
- 2008: Speicher 60 (mit Pan/Tone; Kompakt Extra)
- 2008: Tuning#05 (mit Dusty Kid / Martin Eyerer & Toni Rios; Boxer Recordings)